# Cimitero comunale dei Lupi
Il cimitero comunale dei Lupi, o della Cigna, sorge a Livorno, ai margini dell'area portuale ed industriale della città, in un lotto di terreno confinante con il più recente cimitero ebraico.

## Storia
In epoche remote il primo cimitero di Livorno era situato presso la chiesa di Santa Maria e Giulia, oggi scomparsa.
Successivamente altri cimiteri sorsero accanto alla pieve di Sant'Antonio e in secoli più recenti presso le chiese Santa Giulia (XVII secolo), di Santa Caterina (XVIII secolo) e nell'area dell'attuale piazza II Giugno.
Un sesto cimitero fu edificato nella seconda metà del Settecento non distante dalla Porta a Pisa, dove successivamente fu costruito il Seminario Gavi.
Tuttavia, durante l'occupazione francese fu ordinato di realizzare un nuovo spazio cimiteriale distante dalla città, in ottemperanza a quanto stabilito nell'editto di Saint-Cloud (1804).
Dopo la realizzazione di uno spazio provvisorio sulla via dei Nuovi Condotti, nel 1807 si passò all'acquisto dei terreni in località Santo Stefano ai Lupi, lungo l'antichissima via medievale di Porto Pisano che portava a Pisa.
Il nuovo cimitero fu progettato dall'architetto Riccardo Calocchieri, il cui disegno prevalse tra quelli presentati da diversi professionisti ad una commissione formata da Giuseppe Manetti e dal senatore Giovanni degli Alessandri.
Il disegno fu comunque portato avanti con notevoli modifiche rispetto al programma iniziale. A causa dell'ingente aumento delle spese, Calocchieri fu sostituito da Gaspero Pampaloni e da Stefano Diletti, che conclusero l'opera nel 1822.
Intorno al 1874 furono formulate le prime ipotesi di ampliamento, che si concretizzarono a partire dal decennio successivo, quando l'ingegner Adriano Unis diresse la realizzazione di una serie di loggiati e cappelle nella parte tergale del cimitero; costruzione che si protrasse fino all'inizio del secolo successivo.
Nel 1885 venne edificato il primo tempio crematorio.
Nel 1913, nelle aree a sud del nucleo originario, fu iniziata l'edificazione del "Tempio Cinerario", maestoso complesso monumentale ultimato nel 1916. In tale periodo il cimitero risultava raggiungibile tramite un apposito capolinea della rete tranviaria di Livorno.
Dopo le distruzioni inferte dai bombardamenti della seconda guerra mondiale, ulteriori trasformazioni e ampliamenti hanno interessato il cimitero fino ai giorni nostri, con la realizzazione di colombari in cemento armato e l'acquisizione di nuove aree verso nord.
Attualmente il complesso cimiteriale ha una superficie di 110.000 m² e ospita 190.000 salme.

## Descrizione

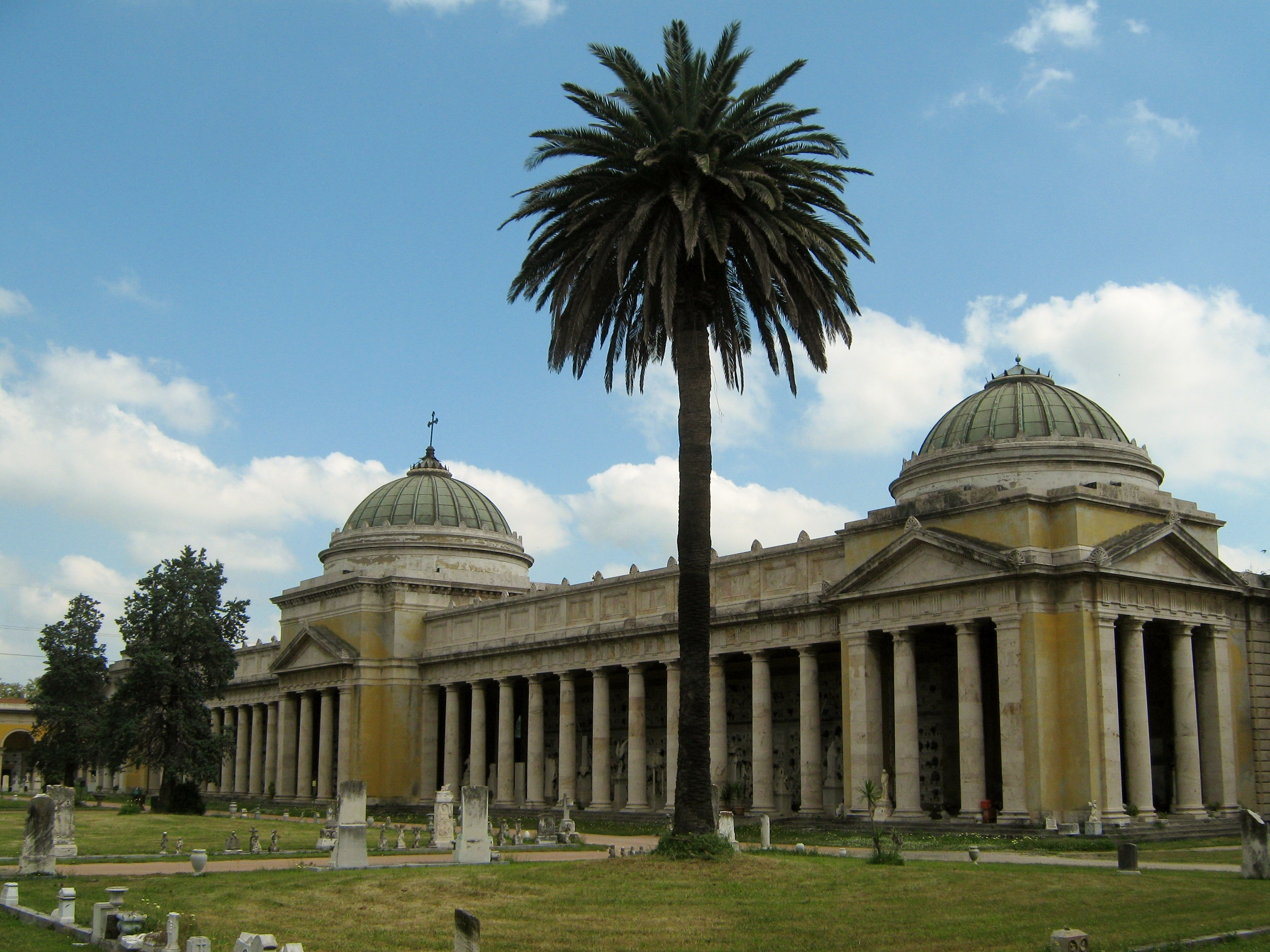
Loggiato maggiore

Il cimitero sorge in località Santo Stefano ai Lupi, lungo le sponde del torrente Cigna; all'epoca della costruzione quest'area fu oggetto di numerosi ritrovamenti archeologici per essere situata, fino all'epoca medioevale, ai margini di Porto Pisano, come testimoniato dalla presenza della vicina pieve di Santo Stefano, della quale sono ancor visibili alcuni significativi resti.
L'ingresso al complesso cimiteriale è sottolineato da una piccola chiesa dedicata a San Tobia, facente parte del nucleo progetto da Calocchieri agli inizi del XIX secolo; all'interno si trovava un organo a canne che negli anni settanta del Novecento è stato trasferito presso l'auditorium della villa del Presidente. Sul lato opposto si erge invece un maestoso porticato classicheggiante progettato da Adriano Unis e che, con i suoi oltre 100 metri di lunghezza, delimita la parte posteriore del cimitero, ai margini della linea ferroviaria compresa tra la Stazione di Livorno Centrale e quella di Calambrone.

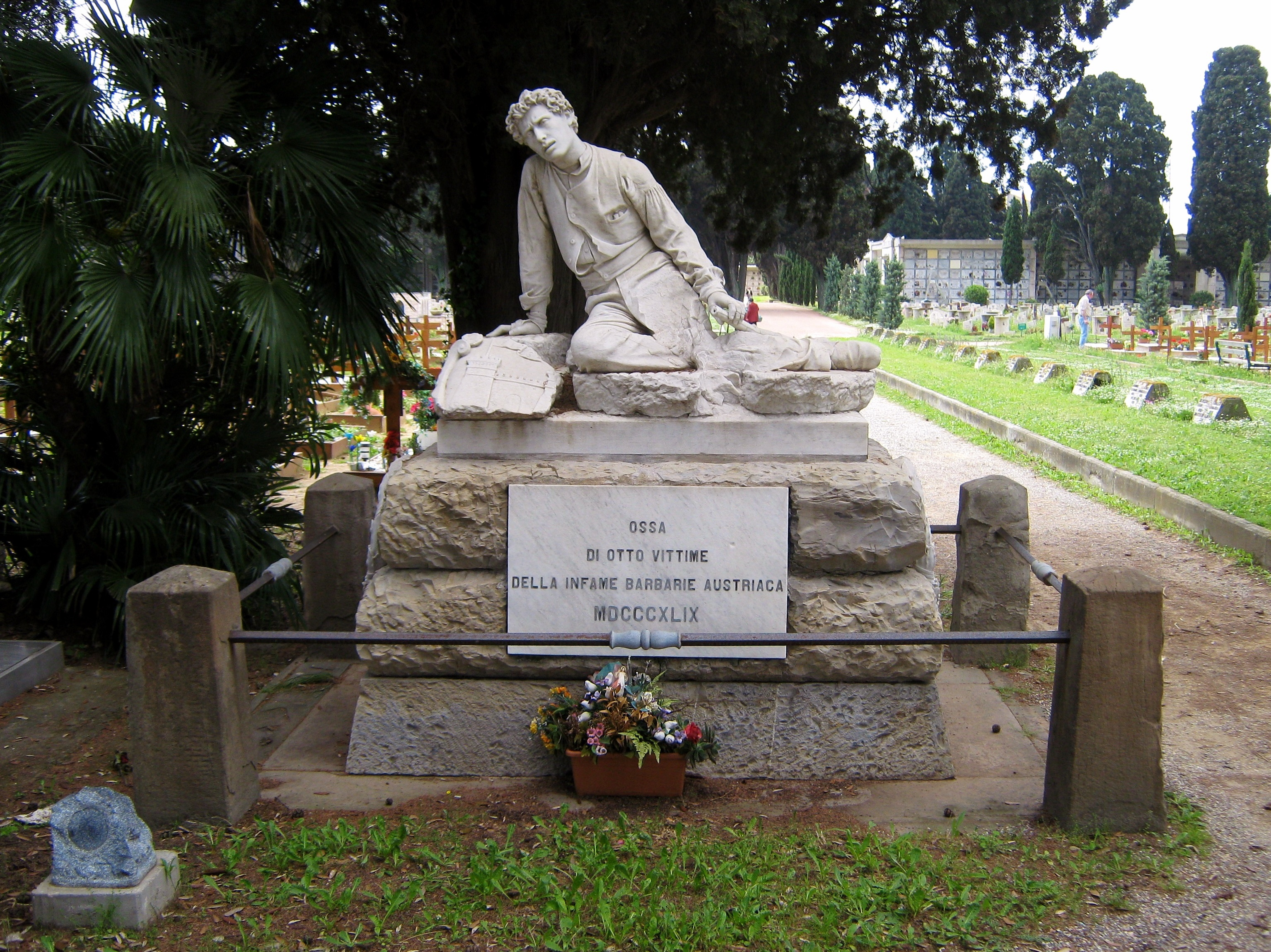
Lorenzo Gori, monumento a otto vittime della rappresaglia austriaca del 1849

Un viale alberato congiunge la chiesa ai suddetti colonnati, all'interno dei quali sono ospitate pregevoli opere marmoree.
Lungo il viale sorgono numerosi monumenti funebri caratterizzati da simboli che evidenziano l'appartenenza a diversi credi religiosi e ideali politici, soprattutto legati al periodo risorgimentale; spiccano la tomba del patriota livornese Andrea Sgarallino, realizzata da Lorenzo Gori, su cui è impresso il simbolo della massoneria; i monumenti a Corrado Dodoli (fine XIX secolo), ardente mazziniano, a Guido Ravenna (1900), che prese parte alla difesa di Livorno del 1849, e agli Eroi di San Jacopo (1890); ancora, il monumento a Giuseppe Mazzini (1882), di scuola carrarese; la stele in ricordo di Enrico Bartelloni e Francesco Chiusa (1865); il monumento in memoria delle vittime degli austriaci durante l'assedio di Livorno del 1849, realizzato da Lorenzo Gori nel 1881; il monumento a Oreste Franchini, tarda opera dello stesso Gori (1917); il Quadrato dei Garibaldini (1893) dedicato ai livornesi che parteciparono alla Spedizione dei Mille; il monumento a Cesare Alemà (prima metà del Novecento) o, ancora, il monumento ai livornesi caduti a Mentana (1867), di Enrico Mirandoli.
Da segnalare anche la cappella Orlando, che riporta in facciata la data 1888.

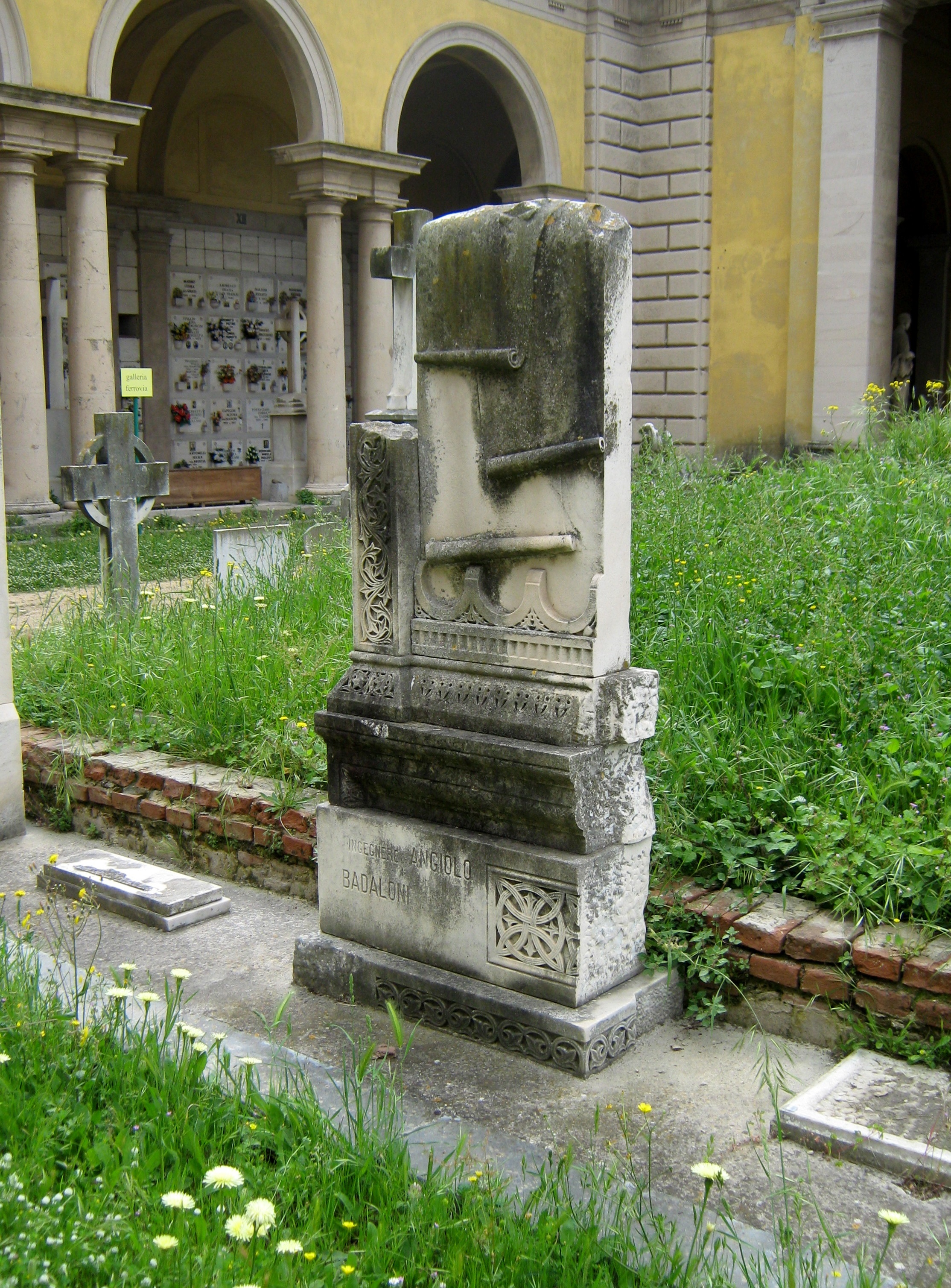
Resti della tomba di Angiolo Badaloni

Altre aree del cimitero sono dedicate alle diverse comunità religiose e nazionali presenti a Livorno, come gli ebrei, i valdesi e i turchi. In particolare, il quadrato dei turchi fu inglobato nel cimitero a seguito dell'ampliamento del 1910; un primo cimitero turco si trovava nell'area della Bellana, a sud della città, ma nei primi anni dopo l'unità d'Italia esso fu chiuso e contestualmente fu trovata la nuova collocazione nella zona dei Lupi. Vi sono ubicate cinque tombe, probabilmente provenienti dal primo cimitero in quanto datate al periodo compreso tra il 1846 e il 1851.
Il lato meridionale del complesso ospita invece il Tempio Cinerario, un'imponente struttura monumentale realizzata nei primi anni del Novecento per conto della Società di Cremazione.
Il lato settentrionale, a ridosso delle aree portuali, invece è stato oggetto di numerosi ampliamenti sin dal secondo dopoguerra; tuttavia, sul finire del Novecento è stata prevista la costruzione di un nuovo cimitero non distante da Pian di Rota.